# Notoxus seminole
Notoxus seminole är en skalbaggsart som beskrevs av Chandler 1982. Notoxus seminole ingår i släktet Notoxus och familjen kvickbaggar. Inga underarter finns listade i Catalogue of Life.